# کریسمس (آلبوم مایکل بوبله)
«کریسمس» (به انگلیسی: Christmas) یک آلبوم از هنرمند اهل کانادا مایکل بوبلی است که در سال ۲۰۱۱ میلادی منتشر شد.